# Orth an der Donau
Orth an der Donau là một thị trấn ở huyện Gänserndorf thuộc bang Niederösterreich nước Áo. Đô thị Orth an der Donau có diện tích 33,41 km², dân số năm 2001 là 1966 người. Thị trấn nằm bên bờ sông Danube, khoảng 15 dặm Anh về phía đông Viên.